# Кривонос Анна Володимирівна
Анна Володимирівна Кривонос (нар. 25 вересня 1997, Глухів, Україна) — українська біатлоністка. Член юнацької національної збірної команди України з біатлону. Чемпіонка світу серед юніорів в індивідуальній гонці (2015), дворазова призерка чемпіонату світу серед юніорів 2016, срібний призер чемпіонату світу серед юніорів 2018. Учасниця етапів юніорського кубка IBU.

## Біографія
Ганна Кривонос народилася в місті Глухів на Сумщині. Навчається в Глухівському національному педагогічному університеті ім. О. Довженка.
Перший рік у біатлоні — 2008, в українській юнацькій збірній — з 2014 року.

## Виступи на чемпіонатах світу серед юніорів
| Рік  | Місце проведення         | Інд | Спр | Пр | Ест |
| 2015 | Раубичі, Білорусь        | 1   | 16  | 9  | 7   |
| 2016 | Кейле Гредіштей, Румунія | 11  | 3   | 2  | 4   |
| 2018 | Отепяе, Естонія          | 2   |     |    | 13  |